# Mistrzostwa Świata w Narciarstwie Alpejskim 2017
44. Mistrzostwa Świata w Narciarstwie Alpejskim – zawody sportowe, które odbywały się w szwajcarskim ośrodku narciarskim Sankt Moritz, w dniach 6–19 lutego 2017 roku. Były to dziewiąte mistrzostwa świata rozgrywane w Szwajcarii. Były to także piąte mistrzostwa świata w historii organizowane w tej miejscowości (poprzednie odbywały się w latach 1934, 1948, 1974 i 2003).
Organizatora mistrzostw wyłoniono podczas kongresu Międzynarodowej Federacji Narciarskiej (FIS) 31 maja 2012 roku w Korei Południowej. Pozostałymi finalistami były włoska Cortina d’Ampezzo oraz szwedzkie Åre.

## Medaliści

### Mężczyźni
| Konkurencja               | Data      | Złoto           | Czas    | Srebro           | Czas    | Brąz                   | Czas    |
| Supergigant szczegóły     | 8 lutego  | Erik Guay       | 1:25,38 | Kjetil Jansrud   | 1:25,83 | Manuel Osborne-Paradis | 1:25,89 |
| Zjazd szczegóły           | 12 lutego | Beat Feuz       | 1:38,91 | Erik Guay        | 1:39,03 | Max Franz              | 1:39,28 |
| Superkombinacja szczegóły | 13 lutego | Luca Aerni      | 2:26,33 | Marcel Hirscher  | 2:26,34 | Mauro Caviezel         | 2:26,39 |
| Slalom gigant szczegóły   | 17 lutego | Marcel Hirscher | 2:13,31 | Roland Leitinger | 2:13,56 | Leif Kristian Haugen   | 2:14,02 |
| Slalom szczegóły          | 19 lutego | Marcel Hirscher | 1:34,75 | Manuel Feller    | 1:35,43 | Felix Neureuther       | 1:35,68 |

### Kobiety
| Konkurencja               | Data      | Złoto              | Czas    | Srebro           | Czas    | Brąz                 | Czas    |
| Supergigant szczegóły     | 7 lutego  | Nicole Schmidhofer | 1:21,34 | Tina Weirather   | 1:21,67 | Lara Gut             | 1:21,70 |
| Zjazd szczegóły           | 12 lutego | Ilka Štuhec        | 1:32.85 | Stephanie Venier | 1:33.25 | Lindsey Vonn         | 1:33.30 |
| Superkombinacja szczegóły | 10 lutego | Wendy Holdener     | 1:58,88 | Michelle Gisin   | 1:58,93 | Michaela Kirchgasser | 1:59,26 |
| Slalom gigant szczegóły   | 16 lutego | Tessa Worley       | 2:05,55 | Mikaela Shiffrin | 2:05,89 | Sofia Goggia         | 2:06,29 |
| Slalom szczegóły          | 18 lutego | Mikaela Shiffrin   | 1:37,27 | Wendy Holdener   | 1:38,91 | Frida Hansdotter     | 1:39,02 |

### Drużynowo
| Konkurencja                     | Data      | Złoto | Srebro | Brąz |
| Rywalizacja drużynowa szczegóły | 14 lutego | Francja · Adeline Baud-Mugnier · Tessa Worley · Mathieu Faivre · Alexis Pinturault · REZERWOWI: · Nastasia Noens · Julien Lizeroux | Słowacja · Veronika Velez-Zuzulová · Petra Vlhová · Matej Falat · Andreas Žampa · REZERWOWI: · Tereza Jančová · Adam Žampa | Szwecja · Frida Hansdotter · Maria Pietilä-Holmner · Mattias Hargin · André Myhrer · REZERWOWI: · Emelie Wikström · Gustav Lundbäck |

## Tabela medalowa
| Lp. | Państwo           | złoto | srebro | brąz | razem |
| --- | ----------------- | ----- | ------ | ---- | ----- |
| 1.  | Austria           | 3     | 4      | 2    | 9     |
| 2.  | Szwajcaria        | 3     | 2      | 2    | 7     |
| 3.  | Francja           | 2     | 0      | 0    | 2     |
| 4.  | Kanada            | 1     | 1      | 1    | 3     |
| 4.  | Stany Zjednoczone | 1     | 1      | 1    | 3     |
| 6.  | Słowenia          | 1     | 0      | 0    | 1     |
| 7.  | Norwegia          | 0     | 1      | 1    | 2     |
| 8.  | Liechtenstein     | 0     | 1      | 0    | 1     |
| 8.  | Słowacja          | 0     | 1      | 0    | 1     |
| 10. | Szwecja           | 0     | 0      | 2    | 1     |
| 11. | Niemcy            | 0     | 0      | 1    | 1     |
| 11. | Włochy            | 0     | 0      | 1    | 1     |